# SMBCコンサルティング
SMBCコンサルティング株式会社は、三井住友銀行グループ傘下に属するコンサルティング会社。2001年4月、さくら銀行と住友銀行の合併に伴い、それぞれの会員事業・教育事業が統合して発足した。
会員組織SMBC経営懇話会は、現在邦銀系最大の規模である。

## 事業所
- 本社：東京都中央区八重洲1丁目3番4号 三井住友銀行呉服橋ビル
- 大阪オフィス：大阪府大阪市北区中之島2丁目2番7号 中之島セントラルタワー17F

## 沿革
- 1971年（昭和46年）3月 - 住友ビジネスコンサルテイング株式会社設立。
- 1981年（昭和56年）5月 - 株式会社三銀経営センター設立。その後、株式会社三井銀総合研究所となる。
- 1987年（昭和62年）9月 - 株式会社太陽神戸総合研究所設立。その後、三井銀総合研究所と合併し太陽神戸三井総合研究所となる。
- 1992年（平成4年）
  - 4月 - 株式会社さくら総合研究所に商号変更。
  - 10月 - 住友ビジネスコンサルテイング企画株式会社を設立。のちに組織変更し、株式会社日本総研ビジコンとなる。
- 2001年（平成13年）
  - 4月 - さくら総合研究所と日本総研ビジコンが合併し、SMBCコンサルティング株式会社となる。同時に調査部門を日本総合研究所へ統合。
  - 12月 - コンサルティング部門を日本総合研究所に統合

## 主な事業
- 会員事業 - 交流会、経営相談の受付、Web上での各種ツール提供。
- 教育事業 - ビジネスセミナー、社内研修（講師派遣）など。
- コンサルティング事業 - 各業界コンサルティング会社と提携し、企業価値向上を支援。

## その他
- ヒット商品番付 - 1990年より、毎年発表。